# George Christoph von Heßler
George Christoph von Heßler († 2. November 1774 in Chemnitz) war ein kursächsischer Oberst der Infanterie und Kommandeur des Prinz Maxmilianischen Infanterieregiments, Ritter des Ordens Pour le Mérite sowie Rittergutsbesitzer im Kurfürstentum Sachsen.

## Leben
Er stammte aus dem thüringischen Adelsgeschlecht von Heßler und war einer der Söhne von Johann Moritz von Heßler. Gemeinsam mit seinem jüngeren Bruder erhielt er nach dem Tod des Vaters das Rittergut Vitzenburg und wurde 1757 mit dem Rittergut Kirchscheidungen mitbelehnt.
Nach seiner schulischen Ausbildung schlug er die Militärlaufbahn ein. Er war als Hauptmann beim Römerischen Infanterie-Regiment zunächst einige Zeit in Wurzen, dann in Grimma, später in Pegau und zuletzt in Merseburg stationiert. 1747 wurde er bei der Garde zu Fuß zum Oberstleutnant und 1754 zum Major befördert. 1764 war er Oberst und Kommandeur im Prinz Maximilianischen Infanterieregiment, dessen Chef und Namensgeber der minderjährige Prinz Maximilian von Sachsen war. Als Regimentskommandeur nahm er u. a. am Siebenjährigen Krieg teil.

## Familie
George Christoph von Heßler war mit Johanna Henrietta Freiin von Kottwitz verheiratet. Er starb am Morgen des 2. November 1774 in Chemnitz und wurde am 7. November 1774 auf dem dortigen Johannisfriedhof beerdigt. Er hinterließ als Lehnserben die vier Söhne Johann Moritz von Heßler (* 3. Januar 1739 in Wurzen), herzogl. Weimar-Eisenach‘scher Geheimer Kammerrat, Curt von Heßler (* 26. März 1740 in Wurzen), herzogl. Braunschweig-Lüneburg‘scher Premierleutnant, Rudolph Adam von Heßler (* 18. Februar 1755 in Merseburg) und Friedrich Heinrich von Heßler (* 27. Oktober 1756 in Merseburg). Letztgenannter lebte spätestens ab 1790 in Thum im sächsischen Erzgebirge, wo er als Amtshauptmann des Erzgebirgischen Kreises und adliger Kreissteuereinnehmer wirkte. Später ging er nach Schlesien.
Georg Christophs älteste Tochter Magdalena Sophie von Heßler heiratete Georg Heinrich von Bruneck, den kurfürstlich-sächsischen Kammerjunker sowie Oberforst- und Wildmeister auf Schloss Schlettau. Seine Witwe starb 1792 in Chemnitz.